# Miodiceros
Ceratotherium neumayri es una especie extinta de rinoceronte que vivió en la región oriental del Mediterráneo, en la península de Anatolia en la actual Turquía, datando de finales del Mioceno y probablemente es un antepasado del actual rinoceronte blanco de África. Un ejemplar bien preservado de esta especie, que se cree que murió por las altas temperaturas durante una erupción volcánica, ha sido hallado en Gulsehir, Turquía en 2012.